# 拉差博披寺区
拉差博披寺区（泰語： Khwaeng Wat Ratchabophit）是泰国曼谷拍那空县的一个区。因区内拉差博披寺得名。

## 目的地
- 拉差博披寺
- 善見寺
- 韆鞦棚（大秋千）
- 内政部（英语：Ministry of Interior (Thailand)）
- 莫巷市场[4]

## 图册

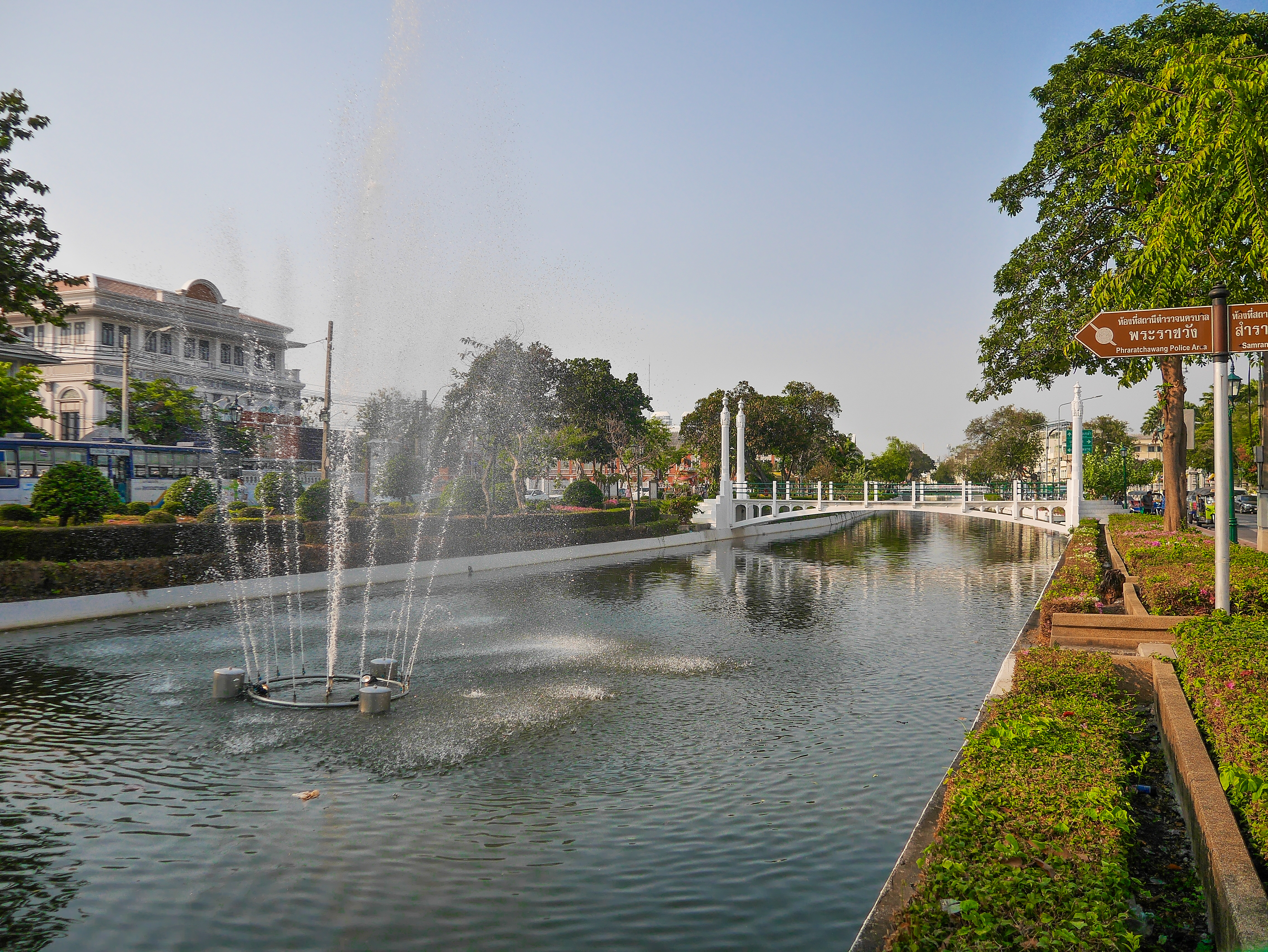
库孟敦运河（Khlong Khu Mueang Doem），曼谷旧城运河
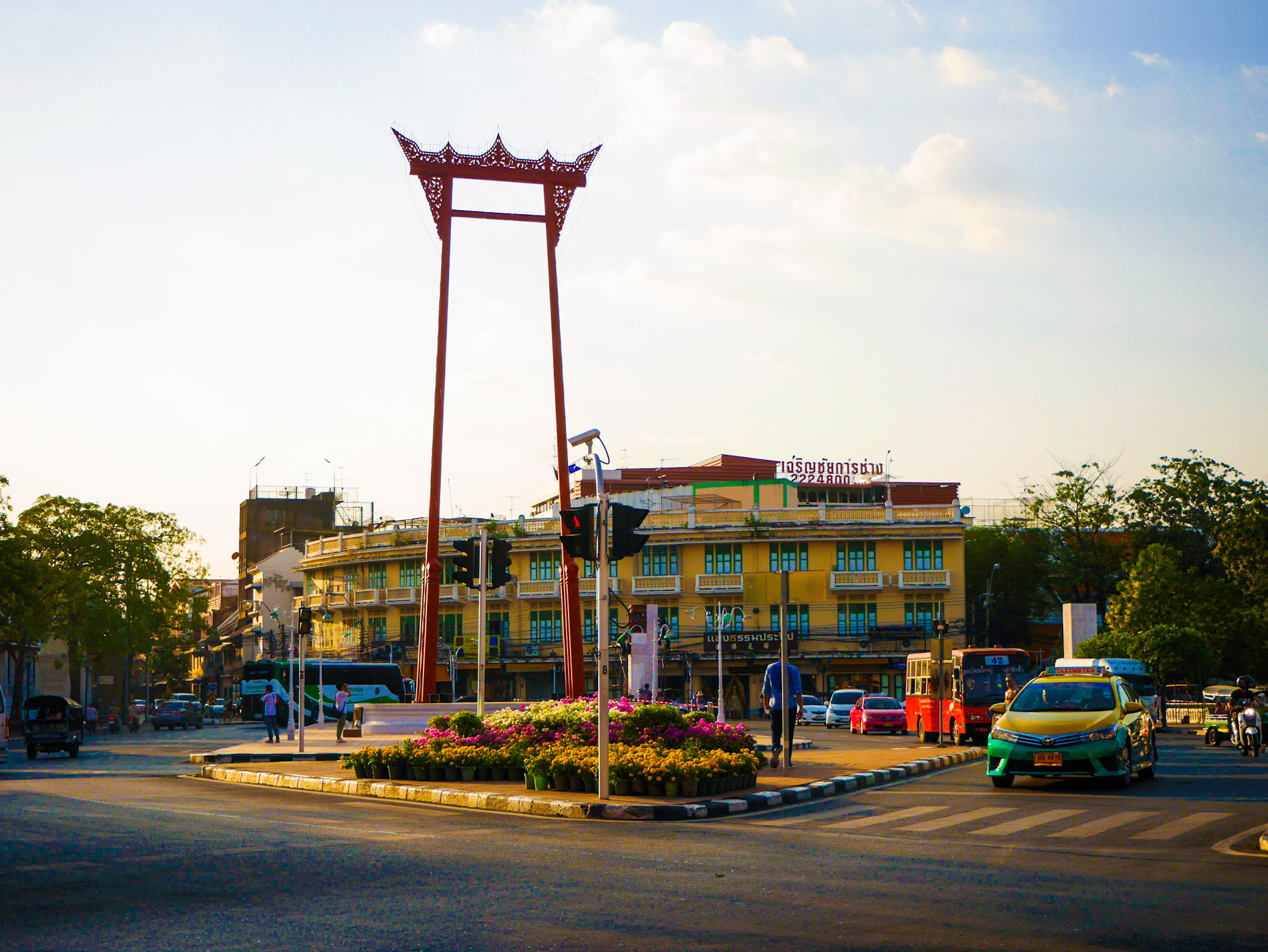
韆鞦棚
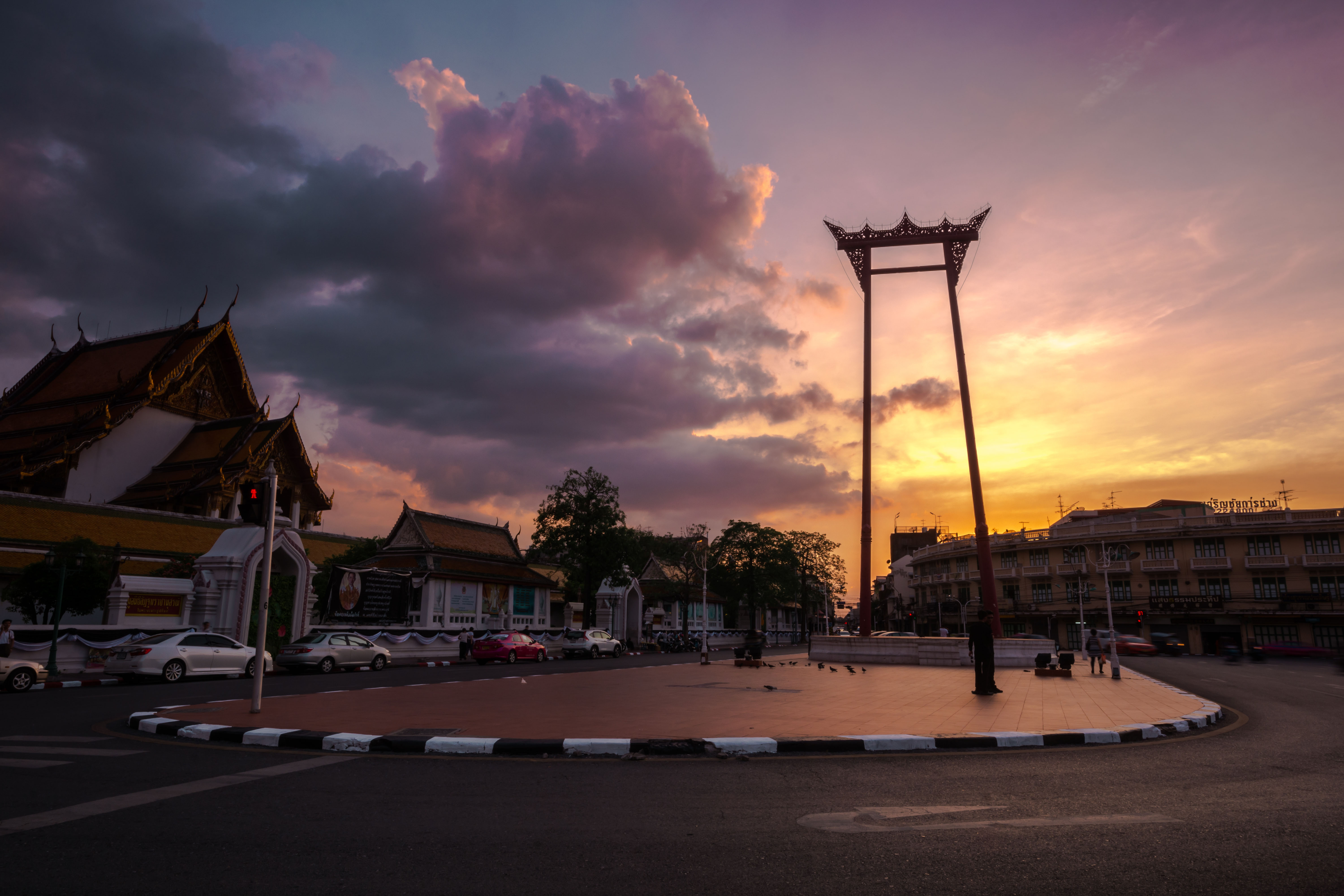
韆鞦棚和善見寺
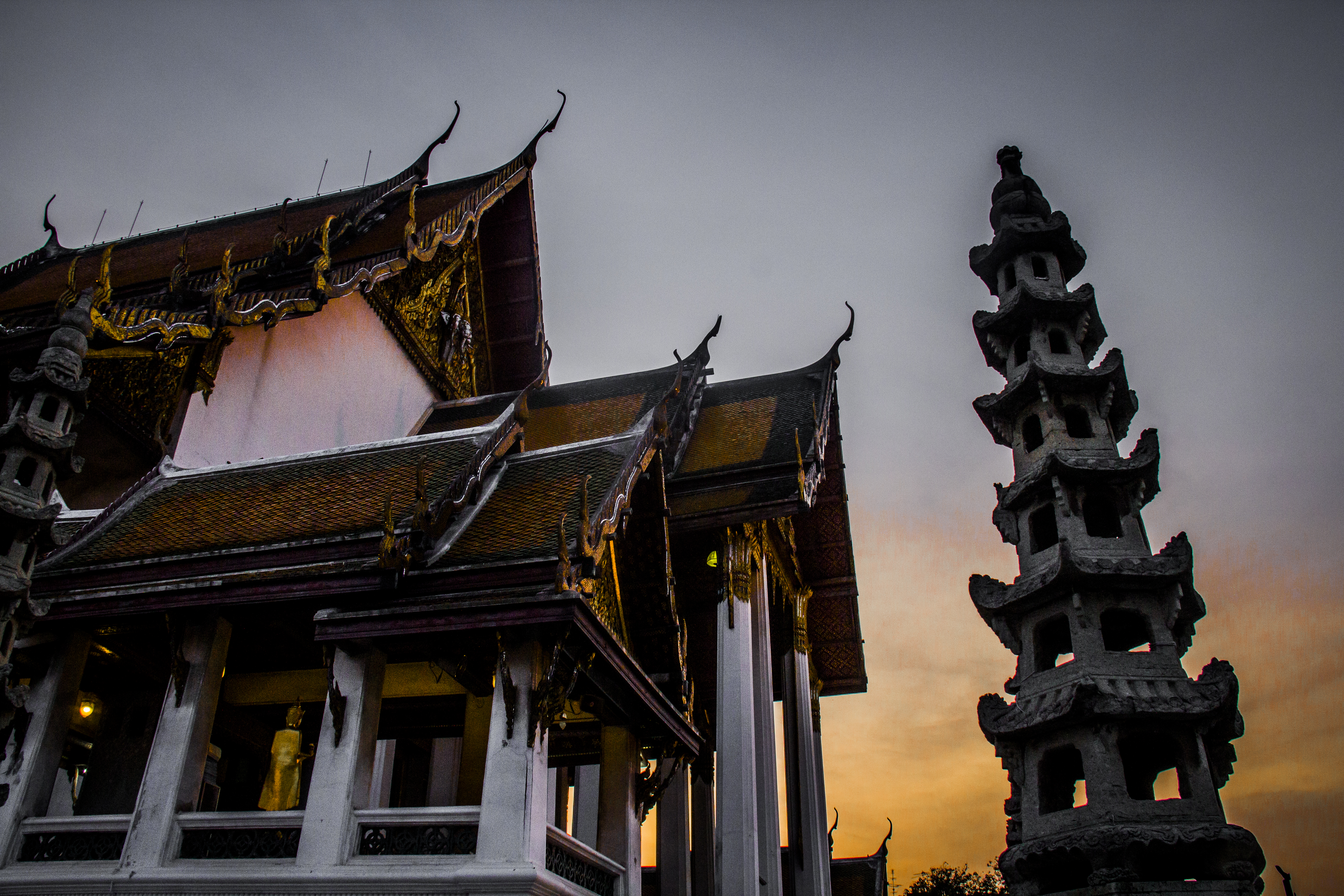
善见寺